# Crocifisso (Sondalo)
Il Crocifisso conosciuto come  romìt o 'al romìt de Santa Nesgia o come Cristo tunicato è un'opera lignea conservata presso la chiesa di San Francesco di Sondalo ma proveniente dall'antica chiesa di Sant'Agnese risalente all'alto medioevo, ed è un unicum dell'arte valtellinese.

## Storia
e così il Crocifisso del «Romit», nel linguaggio dei Sondalini diventò egli stesso il «Romit»»
(Sala Peup)
La prima indicazione che cita il grande manufatto risale al 1938, inserita nell'inventario relazionato dalla storica Maria Gnoli Lenzi, che riporta: appeso alla parete di un ambiente prossimo alla chiesa. Nelle relazioni e degli studi eseguiti in anni precedenti, il crocifisso non era mai stato citato, facendo di questo documento un'importante scoperta di un'arte che sul territorio della Valtellina non ospita altre testimonianze in sculture lignee a medesimo soggetto dell'alto medioevo, ma le più antiche si presentano in stile tardogotico.
La relazione della Gnol Lenzi indica la presenza con una breve descrizione, però puntuale e importante, di un crocifisso in legno dipinto. Rozza scultura locale del secolo XIII, coperto da lunga tunica a pieghe rigide e piatte”; “mani e piedi di una sproporzionata lunghezza”; “il volto allungato con grandi occhi sporgenti, alquanto avvicinati, e leggermente inclinato sul petto”. 
Lo studio approfondito dell'opera ha annullato le negative indicazioni, trattandosi di un'opera di una certa rilevanza artistica e storica.
Nel 1961 lo storico Nando Cecini, nei suoi studi indicò il crocifisso come una pregevole scultura sempre della chiesa di Sant'Agnese. Nel 1976 fu oggetto di restauro da parte di Eugenio Gritti e fu esposto a Sondrio alla mostra del restauro di opere artistiche valtellinesi, che ha permesso uno studio approfondito, assegnando l'opera a uno scultore tedesco del XII secolo: “ascrivibile al filone della scultura lignea dell'Italia settentrionale, da un punto di vista stilistico il Crocifisso di Sondalo si lega strettamente al Cristo di Santa Maria del Tiglio a Gravedona” questo a testimonianza che anche la chiesa di Sant'Agnese ha sicuramente una storia molto antica. Nella guida di Mario Gianasso sulle opere della Valtellina del 1979 scrisse: “opera romanica attribuita a scuola tedesca della prima metà del secolo XII. È una singolare scultura che rappresenta il Cristo crocifisso rivestito da una lunga tunica o colobium”.
Dopo alcuni anni che non ebbero particolare attenzione al manufatto, nel 1994, in occasione del restauro del Volto Santo di Sansepolcro, venne pubblicato una monografia di Marina Arnaldi sui crocifissi vestiti tra i quali anche questo, dove viene descritto come: “severo Crocifisso chiuso strettamente nel pallio, nel tipo della manicata con pallio”, ma il Cristo del crocifisso non indossa il pallio che era un copri abito rettangolare che era indossato dai romani.
Don Giovanni Sala Peup parroco di Sondalo, nel 1998 pubblicò un testo sulle chiese del territorio dove presentò uno studio anche dell'opera. Il crocifisso conservato a Sondalo nella moderna chiesa di San Francesco è quindi da ritenersi un'opera di particolare pregio e interesse del XII secolo.

## Descrizione
Il crocifisso si presenta massiccio, particolarmente importante, la parte della croce è in legno di larice, mentre in ontano è il corpo di Cristo. Le sue dimensioni di 138 cm in altezza e 127 nella larghezza del braccio orizzontale indicano che il manufatto si presenta nelle forme un poco tozze con la parte superiore oltre le braccia minima presentando quindi la testa del martire al medesimo livello dell'altezza. L'opera si presenta massiccia anche nello studio del retro che indica come il lavoro presenti due tavole di larice che si uniscono a incastro mantenendo in questo modo il medesimo spessore che non varia in tutta la croce.

### Il volto
L'intensa espressione del volto del soggetto martire, indica che solo uno scultore di grande capacità artistica, poteva realizzare nell'alto medioevo, un'opera di alta intensità comunicativa.

La parte frontale originariamente era decorata a motivi geometrici, brevi tracce di gocce di sangue sono presenti sul braccio destro, mentre alcune linee indicano la presenza del profilo di una sottile croce di colore più chiaro, che dava all'occhio la sensazione che ci fosse una croce di minor misura posta su quella maggiore che si presentava di un colo più scuro, la scultura si presentava completamente dipinta. I tratti del volto sono taglienti, il naso sottile in linea con la parte frontale. Le orecchie sporgenti e la bocca che pare esprimere una smorfia di dolore. Il Cristo è stato raffigurato con i baffi obliqui e la barba con le punte arrotondate. La capigliatura divisa centralmente in due parti composte da fitte strisce che scompaiono dietro la nuca. Due parti arricciate scendono dal capo fino al contorno del mento riprendendo le acconciature degli ebrei tradizionalisti.

### Il corpo
Anche la parte scolpita raffigurante il corpo presenta caratteristiche di grande capacità d'intagliatore non comuni. Il corpo si presenta in estrema compostezza con le mani e i piedi completamente in asse con gli arti dritti e paralleli quelli inferiori e rigidi quelli delle braccia. I piedi sono stati esecuti con estrema accuratezza, posti s“”u un piccolo suppedaneo, separati ma paralleli. Si è conservata solo la mano sinistra, di grandi dimensioni, con le quattro dita perfettamente tese e il pollice che leggermente rientra. Il manufatto non presenta alcuna traccia dei chiodi del supplizio, ma un soggetto di estrema regalità, solo il capo è leggermente girato verso la spalla destra.
Particolarità dell'opera è l'abbigliamento del martire composto da un abito che copre completamente il suo corpo. L'abito presenta una fascia in vita che è stretta con un nodo doppio lasciando cadere in perfetta simmetria le due fasce di chiusura. L'abito per molto tempo si riteneva riproponesse la lunga veste che indossavano i primi monaci cristiani che era smanicata o con le maniche corte denominate colobio. Ma il Cristo indossa un abito a maniche lunghe. Considerato quindi un abbigliamento differente anche dalla classica tunica, questo tipo di abito lo si vede presenta anche nel dipinto del crocifisso proveniente da Uznak del cantone San Gallo e conservato nel Museo nazionale di Zurigo, per questo la scultura si ritiene che sia di scuola tedesca.
La parte termina con la presenza di una piccola figura scolpita e posta ai piedi di Cristo. Dall'atteggiamento semisdraiato con la testa sorretta dalla mano destra e con l'espressione dolente è stata identificata in santa Maria Maddalena rendendo quest'opera davvero unica nella sua espressione.